# Охај (Калифорнија)
Охај (енгл. Ojai) градић је у америчкој савезној држави Калифорнија. По попису становништва из 2010. у њему је живело 7.461 становника.

## Демографија
Према попису становништва из 2010. у граду је живело 7.461 становника, што је 401 (5,1%) становника мање него 2000. године.
| Група             | 2000.         | 2010.         |
| Белци             | 6.259 (79,6%) | 5.754 (77,1%) |
| Афроамериканци    | 47 (0,6%)     | 42 (0,6%)     |
| Азијати           | 124 (1,6%)    | 158 (2,1%)    |
| Хиспаноамериканци | 1.245 (15,8%) | 1.339 (17,9%) |
| Укупно            | 7.862         | 7.461         |